# نشان‌های ایالت‌های آمریکا
گالری زیر تمام نشان‌های ۵۰ ایالت آمریکا را نشان می‌دهد:

## ایالت‌ها

نشان رسمی آلاباما
نشان رسمی آلاسکا
نشان رسمی آریزونا
نشان رسمی آرکانزاس
نشان رسمی کالیفرنیا
نشان رسمی کلرادو
نشان رسمی کنتیکت
نشان رسمی دلاویر
نشان رسمی فلوریدا
نشان رسمی جورجیا (روی نشان)
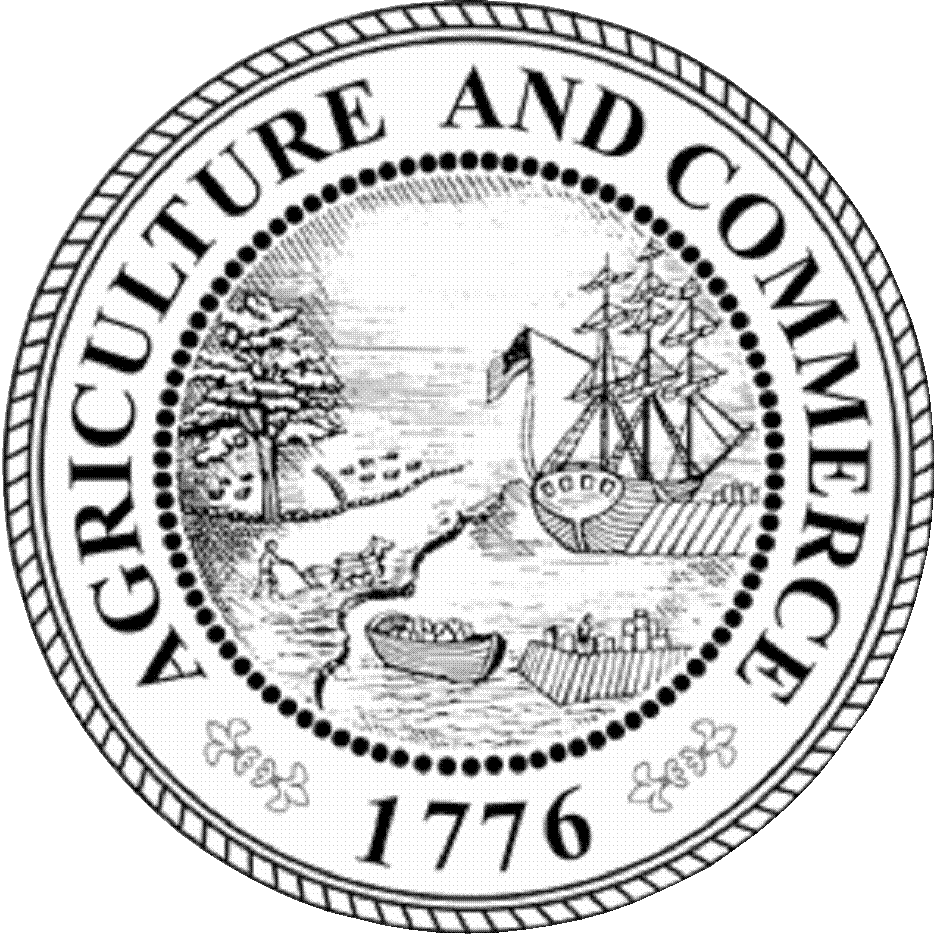
نشان رسمی جورجیا (پشت نشان)
نشان رسمی هاوایی
نشان رسمی آیداهو
نشان رسمی ایلینوی
نشان رسمی ایندیانا
نشان رسمی آیووا
نشان رسمی کانزاس
نشان رسمی کنتاکی
نشان رسمی لوئیزیانا
نشان رسمی مین
نشان رسمی مریلند (روی نشان)
نشان رسمی مریلند (پشت نشان)
نشان رسمی ماساچوست
نشان رسمی میشیگان
نشان رسمی مینه‌سوتا
نشان رسمی میسیسیپی
نشان رسمی میزوری
نشان رسمی مونتانا
نشان رسمی نبراسکا
نشان رسمی نوادا
نشان رسمی نیوهمپشایر
نشان رسمی نیوجرسی
نشان رسمی نیومکزیکو
نشان رسمی نیویورک
نشان رسمی کارولینای شمالی
نشان رسمی داکوتای شمالی
نشان رسمی اوهایو
نشان رسمی اکلاهما
نشان رسمی اورگان
نشان رسمی پنسیلوانیا (روی نشان)
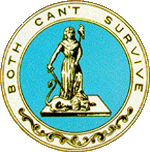
نشان رسمی پنسیلوانیا (پشت نشان)
نشان رسمی رود آیلند
نشان رسمی کارولینای جنوبی
نشان رسمی داکوتای جنوبی
نشان رسمی تنسی
نشان رسمی تگزاس (روی نشان)
نشان رسمی تگزاس (پشت نشان)
نشان رسمی یوتا
نشان رسمی ورمونت
نشان رسمی ویرجینیا
نشان رسمی ایالت واشنگتن
نشان رسمی ویرجینیا غربی (روی نشان)
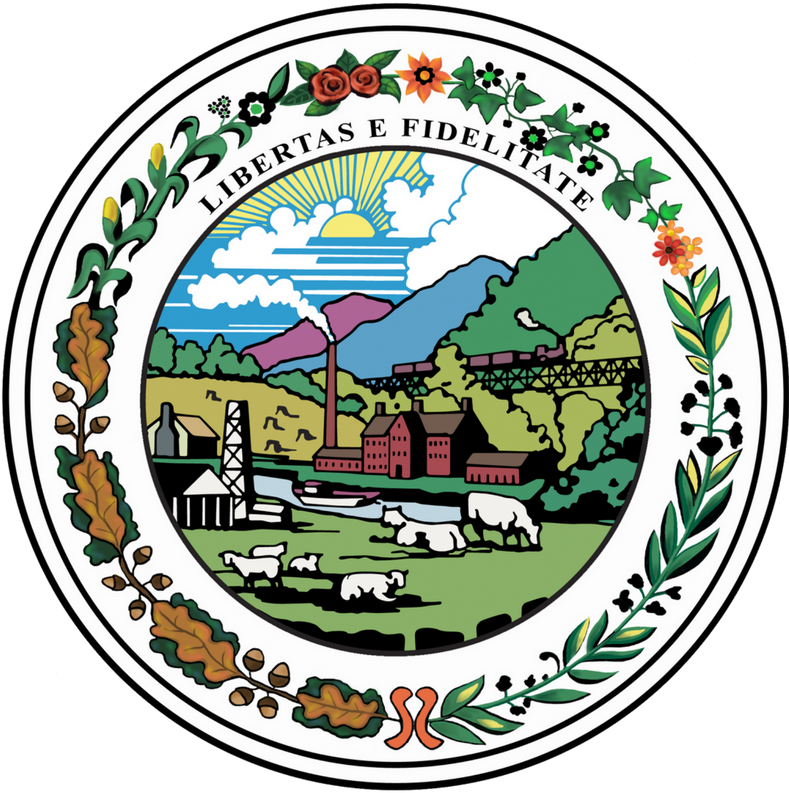
نشان رسمی ویرجینیا غربی (پشت نشان)
نشان رسمی ویسکانسین
نشان رسمی وایومینگ

## منطقه کلمبیا (واشینگتن دی. سی)

نشان رسمی منطقه کلمبیا

## سرزمین‌های تحت دولت

نشان رسمی ساموآی آمریکا
نشان رسمی گوآم
نشان رسمی جزایر ماریانای شمالی
نشان رسمی پورتوریکو
نشان رسمی جزایر ویرجین ایالات متحده آمریکا

## تاریخی

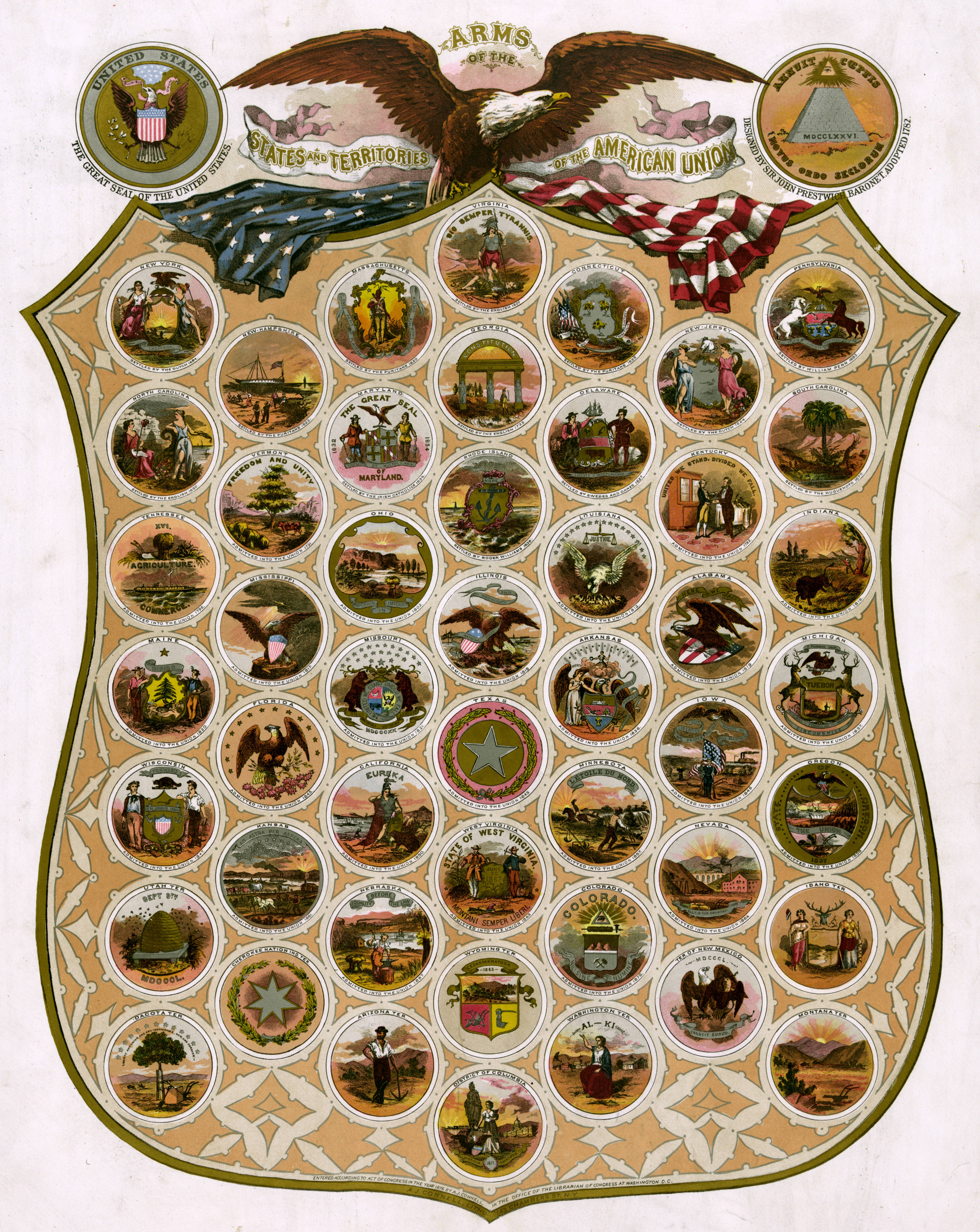
نشان رسمی واشینگتن و برخی از مناطق تا ۱۸۷۶
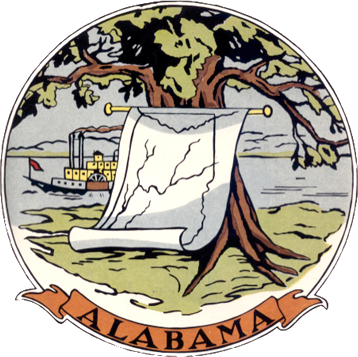
نشان رسمی آلاباما (۱۸۱۷-۱۸۶۸)
نشان رسمی آلاباما (۱۸۶۸-۱۹۳۹)
نشان رسمی هاوایی (۱۸۹۸–۱۹۵۹)
نشان رسمی جمهوری هاوایی (۱۸۹۴–۱۸۹۸)
نشان رسمی کنتاکی در زمان جنگ داخلی آمریکا
نشان رسمی کارولینای شمالی (۱۸۷۱-۱۹۸۴)
نشان رسمی اوهایو (۱۹۶۹–۱۹۹۶)
نشان رسمی جمهوری تکزاس (۱۸۳۶-۱۸۳۹)
نشان رسمی جمهوری تگزاس (۱۸۳۹-۱۸۴۵)